# Budling
Budling (Duits: Bidlingen ) is een gemeente in het Franse departement Moselle (regio Grand Est) en telt 159 inwoners (2004). De gemeente maakt deel uit van het arrondissement Thionville.

## Geografie
De oppervlakte van Budling bedraagt 5,6 km², de bevolkingsdichtheid is 28,4 inwoners per km².
De onderstaande kaart toont de ligging van Budling met de belangrijkste infrastructuur en aangrenzende gemeenten.

## Demografie
Onderstaande figuur toont het verloop van het inwonertal (bron: INSEE-tellingen).